# スクイッラーチェ
スクイッラーチェ（イタリア語: Squillace）は、イタリア共和国カラブリア州カタンザーロ県にある、人口約3,700人の基礎自治体（コムーネ）。

## 地理

### 位置・広がり

#### 隣接コムーネ
隣接するコムーネは以下の通り。
- アマーロニ
- ボルジャ
- ジリファルコ
- モンタウロ
- パレルミーティ
- スタレッティ
- ヴァッレフィオリータ

## 行政

### 分離集落
スクイッラーチェには、以下の分離集落（フラツィオーネ）がある。
- Squillace Lido (scalo), Fiasco Baldaia, Piscopio, Colazzocca, Madonna del Ponte, Impise, Gebbiola, Poveromo, Mandrelle, Tri Cerzi, Porte, Perroncino, Fontana nuova, Fontana vecchia, Cappuccini, Ghetterello, Santa Chiara, San Domenico, Porta Giudaica, Rione Castello